# (7169) Linda
(7169) Linda – planetoida z pasa głównego asteroid okrążająca Słońce w ciągu 3 lat i 137 dni w średniej odległości 2,25 j.a. Została odkryta 4 października 1986 roku. Przed nadaniem nazwy planetoida nosiła oznaczenie tymczasowe (7169) 1986 TK1.